# Ibanez Destroyer

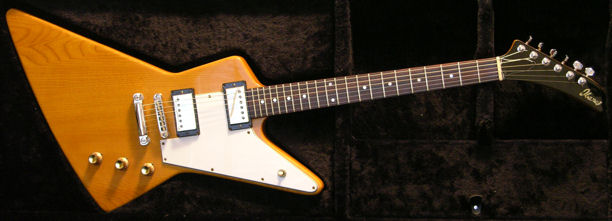
Una Ibanez 2459 o «Korina Destroyer», casi una copia de la Explorer original. Nótese la diferencia del clavijero con el del prototipo patentado.

La Ibanez Destroyer es una guitarra eléctrica perteneciente al modelo Ibanez, manufacturado por FujiGen, cuya compañía de instrumentos musicales, pertenece a Hoshino Gakki en Japón.
El modelo «Destroyer» fue introducido por primera vez por Hoshino - Gakki en 1975 y se basa en el diseño de la Gibson Explorer de la Gibson Guitar Corporation. El Destroyer ha sufrido ya varios cambios de diseño y de línea y ha estado disponible en ambas versiones de 6 cuerdas y bajo.

## Usuarios notables
- Kelly Johnson
- Mille Petrozza
- Matt Bellamy
- Gary Moore
- Eddie Van Halen
- Dave Murray
- Adrian Smith
- Phil Collen
- Paul Stanley
- Tom G Warrior
- Dave Keuning
- Quorthon de Bathory

Barry Vonstock